# THUROW KG
Die THUROW KG war ein Ost-Berliner Unternehmen, das sich hauptsächlich mit der Herstellung professioneller Magnetbandgeräte für Studio- und Rundfunkzwecke beschäftigte. Sie entstand aus der zurückgelassenen Produktionsstätte der Firma Sander & Janzen, deren Unternehmensinhaber sich Mitte der 1950er-Jahre nach West-Berlin abgesetzt hatten, um ihr Unternehmen dort fortzuführen.
Im Ostteil der Stadt übernahm Edgar Thurow die Betriebsführung und veranlasste eine Umfirmierung des Unternehmens in THUROW KG. Der Betrieb produzierte weiterhin die Motoren und Maschinen der SAJA-Baureihen (Typenbezeichnung SJxxx). Das letzte, im Osten vom Typ SAJA durch die THUROW KG produzierte Gerät war die Studiobandmaschine SJ155.
Eine der Spitzenerzeugniss der THUROW KG war die Studiobandmaschine T 103. Auf dieser Maschine konnte mit den Bandgeschwindigkeiten von 9,53 cm/s und 19,05 cm/s neben den obligatorischen 38,1 cm/s gearbeitet werden. Die THUROW KG diente ferner als Produktionsstätte der im  Rundfunk- und Fernsehtechnischen Zentralamt der Deutschen Post entwickelten Geräte. 
Anfang der 1960er-Jahre wurde die Thurow KG mit dem VEB Tonmöbel Berlin zwangsfusioniert und beide Betriebe firmierten fortan unter dem Namen VEB Tonmechanik Berlin.
1972 wurde die Thurow KG in den VEB Tontechnik Berlin umgewandelt.